# Unplugged (The Official Bootleg)
Unplugged (The Official Bootleg) es el segundo álbum en directo acústico del músico británico Paul McCartney, publicado por la compañía discográfica Parlophone en mayo de 1991. Siguiendo la estela de The Paul McCartney World Tour, su primera gira después de diez años, y la publicación del triple álbum Tripping the Live Fantastic, McCartney aprovechó la oportunidad de tocar sus canciones en acústico, y aparecer en el recién creado programa acústico de la cadena de televisión MTV. Por tanto, McCartney fue uno de los primeros artistas en editar un álbum unplugged.

## Historia
A diferencia de otros músicos que aparecieron en el programa Unplugged con instrumentos enchufados a amplificadores, McCartney usó instrumentos 100% desenchufados, utilizando micrófonos situados cerca de los instrumentos para que tomaran el sonido analógico.
Para el concierto, McCartney usó los mismos músicos que lo respaldaron en su última gira, salvo por la sustitución de Chris Whitten por el baterista Blair Cunningham. Además, aprovechó la oportunidad para tocar por primera vez temas menos conocidos, entre las cuales se encuentran, tres canciones de su álbum debut, McCartney, y versiones alternativas de algunos clásicos de The Beatles. Entre ellas, interpretó en directo por primera vez «That Would Be Something», e introdujo «I Lost My Little Girl», la primera canción que el artista compuso a la edad de catorce años.
Además de las canciones presentes en Unplugged (The Official Bootleg), el grupo tocó canciones como «Things We Said Today», «Midnight Special», «Matchbox», «Mean Woman Blues» y «The Fool» que no fueron incluidas en el álbum. Otras canciones ensayadas por el grupo pero no interpretadas en el concierto fueron «Mother Nature's Son», «Figure of Eight», «Cut Across Shorty», «Heartbreak Hotel«, «Heart of the Country», «She's My Baby» y «Mrs Vandebilt».

## Recepción
Publicado inicialmente como una edición limitada en 1991, Unplugged (The Official Bootleg), cuya portada sigue el estilo del álbum Снова в СССР, fue reeditado a finales de la década de 1990 en una edición estándar. Desde su primera aparición, el álbum alcanzó el puesto siete en la lista de discos más vendidos del Reino Unido y obtuvo la posición más alta para un trabajo de McCartney en diez años en los Estados Unidos, donde logró el puesto catorce en la lista Billboard 200.

## Lista de canciones
Todas las canciones escritas y compuestas por Paul McCartney excepto donde se anota. 
| N.º | Título                       | Escritor(es)        | Duración |  |
| 1.  | «Be-Bop-A-Lula»              | Gene Vincent        | 4:04     |  |
| 2.  | «I Lost My Little Girl»      |                     | 1:45     |  |
| 3.  | «Here, There and Everywhere» | Lennon/McCartney    | 3:16     |  |
| 4.  | «Blue Moon of Kentucky»      | Bill Monroe         | 4:21     |  |
| 5.  | «We Can Work It Out»         | Lennon–McCartney    | 2:48     |  |
| 6.  | «San Francisco Bay Blues»    | Jesse Fuller        | 3:29     |  |
| 7.  | «I've Just Seen a Face»      | Lennon–McCartney    | 3:01     |  |
| 8.  | «Every Night»                |                     | 3:24     |  |
| 9.  | «She's a Woman»              | Lennon–McCartney    | 3:39     |  |
| 10. | «Hi-Heel Sneakers»           | Robert Higginbotham | 4:08     |  |
| 11. | «And I Love Her»             | Lennon–McCartney    | 4:17     |  |
| 12. | «That Would Be Something»    |                     | 4:02     |  |
| 13. | «Blackbird»                  | Lennon–McCartney    | 2:09     |  |
| 14. | «Ain't No Sunshine»          | Bill Withers        | 4:05     |  |
| 15. | «Good Rockin' Tonight»       | Roy Brown           | 3:42     |  |
| 16. | «Singing the Blues»          | Melvin Endsley      | 3:46     |  |
| 17. | «Junk»                       |                     | 2:26     |  |

## Personal
- Paul McCartney: guitarras, batería y voz
- Linda McCartney: piano, teclados, percusión y coros
- Hamish Stuart: bajo, guitarras y coros
- Robbie McIntosh: guitarras, piano, dobro y coros
- Paul "Wix" Wickens: piano, teclados, acordeón, percusión, bajo y coros
- Blair Cunningham: batería y percusión